# Isla Thule
La isla Thule,  Tule o Morrell (en inglés: Thule Island), es una de las más australes del archipiélago de las islas Sandwich del Sur. Se encuentra cerca de la isla Cook y de la isla de Bellingshausen, con quienes forma el grupo denominado islas Tule del Sur.
Esta isla está fuera del área regida por el Tratado Antártico, pues se ubica ligeramente al norte del paralelo 60 sur que por convención establece el límite de los territorios antárticos. Sin embargo, como todas las islas del archipiélago, se encuentra dentro de la Convergencia Antártica y es parte de Antártida vista como bloque continental.

## Geografía
La isla Thule tiene una forma similar a una luna en fase cuarto creciente y su área es de 5,5 km², con una península de 3 km de largo que se extiende al sudeste, la península Corbeta Uruguay, cuyo extremo este es la punta Hewison. Fuertes pendientes ascienden a una caldera volcánica de 1,5 por 2 km en la cumbre del monte Larsen, de 710 m s. n. m., que es el punto más alto de la isla. La misma está cubierta de hielo, a excepción de la península, y a unos 80 metros de altura posee agua apta para consumo humano. La isla tiene un ancho máximo de 5 kilómetross y un largo máximo de 7.
Cerca del extremo sudeste de la isla se encuentra la roca Twitcher. El punto más occidental de la isla es el cabo Flannery. El estrecho San Lesmes, por el sur, y el estrecho Douglas, por el norte, la separan de la isla Cook. En el extremo noreste destaca la punta Playa, y al sur se halla la punta Herd. Otros accidentes geográficos son la punta Morrell y la punta Wasp. La bahía Ferguson en su costa sudeste es un buen fondeadero.
Se piensa que Morrell y Cook pudieron haber sido una sola isla más grande en el pasado. Hay evidencia de un cráter sumergido entre las dos (golfo Caldera). En 1962 se informó de la presencia de vapor del cráter y ceniza en su flanco. El calor volcánico mantiene el cráter en la isla libre de hielo.

## Toponimia
Su nombre (Thule o Tule) se debe a su ubicación remota, y refiere a la mítica tierra llamada Tule que los antiguos geógrafos consideraban como el extremo norte de la Tierra. En Argentina es también conocida bajo el nombre de Morrell, en homenaje a Benjamin Morrell, un explorador y capitán ballenero estadounidense.

## Historia

### Primeras expediciones
La isla fue avistada por James Cook en su barco Resolution el 31 de enero de 1775 en su intento de encontrar la Terra Australis. A fines de febrero de 1823, Benjamin Morrell llegó a la isla a bordo del Wasp. Su presencia allí se ve corroborada por la descripción del puerto de la isla. Además, los datos sobre aportados por Morrell fueron confirmados por las expediciones de principios del siglo XX.
El monte Larsen fue cartografiado en 1930 por personal británico del RRS Discovery II de Investigaciones Discovery, que lo nombró en homenaje al capitán ballenero y explorador antártico Carl Anton Larsen, fundador de la Compañía Argentina de Pesca.

### Establecimientos argentinos

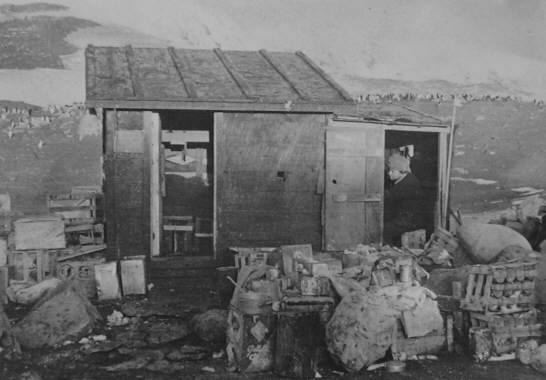
El Refugio Teniente Esquivel en 1955.

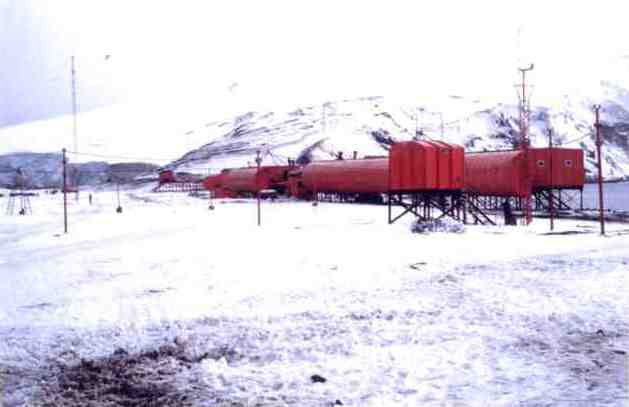
La Base Corbeta Uruguay en 1981.

El primer establecimiento humano en la isla fue efectuado el 26 de enero de 1955 por la República Argentina cuando se inauguró el Refugio Teniente Esquivel en bahía Ferguson, junto con una baliza denominada "Gobernación Marítima de Tierra del Fuego" ubicada a 200 m del mismo. En ese mismo año, la Argentina instaló la baliza "Teniente Sahores" en la península Corbeta Uruguay. El refugio Esquivel debió ser evacuado en enero de 1956 debido a una erupción volcánica en la isla Cook.
En noviembre de 1976 Argentina comenzó a construir una base de investigación en Tule llamada Base Corbeta Uruguay y a 25 m s. n. m. a orillas del golfo Caldera, con el objetivo de reafirmar sus derechos sobre las islas Sandwich del Sur. La base fue inaugurada con personal permanente el 18 de marzo de 1977, pero el 20 de junio de 1982 fue desocupada por las fuerzas británicas al final de la guerra de las Malvinas en la llamada Operación Keyhole. En diciembre de 1982 las instalaciones fueron demolidas con explosivos, quedando la isla totalmente deshabitada.

### Años posteriores
En enero de 2006 el South African Weather Bureau (Oficina Meteorológica Sudafricana) colocó una estación meteorológica automática en la isla Thule, que fue transportada en el barco SA Agulhas. Se ubica a 18 m s. n. m. y su código en el sistema Argos con el que está conectada es 88986. La estación dejó de realizar observaciones en agosto de 2013.
Como el resto de las Sandwich del Sur, esta isla desde 1982 no está ni habitada ni ocupada, habiendo sido únicamente habitada por argentinos brevemente entre 1955 y 1956 y luego en un período continuo entre 1976 y 1982, año en que los argentinos fueron expulsados por tropas británicas. La isla es administrada por el Reino Unido que la hace parte del territorio británico de ultramar de las Islas Georgias del Sur y Sandwich del Sur, y reivindicada por la República Argentina, que la hace parte del departamento Islas del Atlántico Sur dentro de la provincia de Tierra del Fuego, Antártida e Islas del Atlántico Sur.